# (5669) 1985 CC2
(5669) 1985 CC2 (1985 CC2, 1980 WL5, 1985 DM, 1988 AP3) — астероїд головного поясу, відкритий 12 лютого 1985 року.
Тіссеранів параметр щодо Юпітера — 3,608.